# Lista siturilor arheologice din județul Mureș - M
Lista siturilor arheologice din județul Mureș - M conține toate siturile arheologice din județul Mureș înscrise în Repertoriul Arheologic Național (RAN) și aflate în localități al căror nume începe cu litera M. RAN este administrat de Ministerul Culturii și Patrimoniului Național și cuprinde date științifice, cartografice, topografice, imagini și planuri, precum și orice alte informații privitoare la zonele cu potențial arheologic, studiate sau nu, încă existente sau dispărute.
Puteți căuta un sit din localitățile care încep cu litera M folosind formularul de mai jos sau puteți naviga prin toate siturile din județ la Lista siturilor arheologice din județul Mureș.
| Cod RAN                                   | Denumire | Localitate                                             | Adresă             | Datare                   | Descoperit | Coordonate                                      | Imagine           | Erori            |
| ----------------------------------------- | --- | ------------------------------------------------------ | ------------------ | ------------------------ | ---------- | ----------------------------------------------- | ----------------- | ---------------- |
| 119938.02.09                              | Situl arheologic de la Morești - "Podei" / ansamblu anonim (Categorie: locuire civilă) (Tip: Așezare fortificată)                                                             | localitate componentă Morești, oraș Ungheni            | Podei sau Cetățuia | sec. V - VI d.Hr.        |            | 46°30′30″N 24°21′15″E / 46.50834°N 24.35417°E   | Încărcați imagine | Raportați eroare |
| 119938.02.01 (Cod LMI: MS-I-m-B-15398.09) | Situl arheologic de la Morești - "Podei" / ansamblu anonim (Categorie: locuire civilă) (Tip: Așezare)                                                                         | localitate componentă Morești, oraș Ungheni            | Podei sau Cetățuia | Starčevo - Criș          |            | 46°30′30″N 24°21′15″E / 46.50834°N 24.35417°E   | Încărcați imagine | Raportați eroare |
| 119938.02.02                              | Situl arheologic de la Morești - "Podei" / ansamblu anonim (Categorie: locuire civilă) (Tip: Așezare)                                                                         | localitate componentă Morești, oraș Ungheni            | Podei sau Cetățuia | Coțofeni                 |            | 46°30′30″N 24°21′15″E / 46.50834°N 24.35417°E   | Încărcați imagine | Raportați eroare |
| 119938.02.03                              | Situl arheologic de la Morești - "Podei" / ansamblu anonim (Categorie: locuire civilă) (Tip: Așezare)                                                                         | localitate componentă Morești, oraș Ungheni            | Podei sau Cetățuia | Schneckenberg            |            | 46°30′30″N 24°21′15″E / 46.50834°N 24.35417°E   | Încărcați imagine | Raportați eroare |
| 119938.02.04                              | Situl arheologic de la Morești - "Podei" / ansamblu anonim (Categorie: locuire civilă) (Tip: Așezare)                                                                         | localitate componentă Morești, oraș Ungheni            | Podei sau Cetățuia | Noua                     |            | 46°30′30″N 24°21′15″E / 46.50834°N 24.35417°E   | Încărcați imagine | Raportați eroare |
| 119938.02.06                              | Situl arheologic de la Morești - "Podei" / ansamblu anonim (Categorie: locuire civilă) (Tip: Așezare)                                                                         | localitate componentă Morești, oraș Ungheni            | Podei sau Cetățuia | sec. III î.Hr.           |            | 46°30′30″N 24°21′15″E / 46.50834°N 24.35417°E   | Încărcați imagine | Raportați eroare |
| 119938.02.07                              | Situl arheologic de la Morești - "Podei" / ansamblu anonim (Categorie: locuire civilă) (Tip: Așezare rurală)                                                                  | localitate componentă Morești, oraș Ungheni            | Podei sau Cetățuia | sec. III d.Hr.           |            | 46°30′30″N 24°21′15″E / 46.50834°N 24.35417°E   | Încărcați imagine | Raportați eroare |
| 119938.02.05                              | Situl arheologic de la Morești - "Podei" / ansamblu anonim (Categorie: locuire civilă) (Tip: Așezare)                                                                         | localitate componentă Morești, oraș Ungheni            | Podei sau Cetățuia |                          |            | 46°30′30″N 24°21′15″E / 46.50834°N 24.35417°E   | Încărcați imagine | Raportați eroare |
| 119938.02.08                              | Situl arheologic de la Morești - "Podei" / ansamblu anonim (Categorie: locuire civilă) (Tip: necropola)                                                                       | localitate componentă Morești, oraș Ungheni            | Podei sau Cetățuia | romană sec. II-III d.Hr. |            | 46°30′30″N 24°21′15″E / 46.50834°N 24.35417°E   | Încărcați imagine | Raportați eroare |
| 118101.01.01 (Cod LMI: MS-I-s-B-15393)    | Fortificația medievală de la Măgherani - "Cetatea lui Cocio" / ansamblu anonim (Categorie: fortificație) (Tip: Fortificație)                                                  | sat Măgherani, comuna Măgherani                        | Cetatea lui Cocio  |                          |            | 46°35′00″N 24°53′46″E / 46.58333°N 24.89611°E   | Încărcați imagine | Raportați eroare |
| 118101.02.01 (Cod LMI: MS-I-m-B-15394.02) | Situl arheologic de la Măgherani - "Piscul Cetății" / ansamblu anonim (Categorie: locuire civilă) (Tip: Așezare)                                                              | sat Măgherani, comuna Măgherani                        | Piscul Cetății     |                          |            | 46°35′00″N 24°53′00″E / 46.58333°N 24.88333°E   | Încărcați imagine | Raportați eroare |
| 118101.02.02 (Cod LMI: MS-I-m-B-15394.01) | Situl arheologic de la Măgherani - "Piscul Cetății" / ansamblu anonim (Categorie: locuire civilă) (Tip: Așezare)                                                              | sat Măgherani, comuna Măgherani                        | Piscul Cetății     |                          |            | 46°35′00″N 24°53′00″E / 46.58333°N 24.88333°E   | Încărcați imagine | Raportați eroare |
| 118101.02.03 (Cod LMI: MS-I-s-B-15394)    | Situl arheologic de la Măgherani - "Piscul Cetății" / ansamblu anonim (Categorie: locuire civilă) (Tip: Locuire)                                                              | sat Măgherani, comuna Măgherani                        | Piscul Cetății     |                          |            | 46°35′00″N 24°53′00″E / 46.58333°N 24.88333°E   | Încărcați imagine | Raportați eroare |
| 118101.03 (Cod LMI: MS-I-s-B-15395)       | Tumulii de la Măgherani - "Chiserhed-Orhegy"(Dâmbul mătăsii, Dealul clopotului) (Categorie: descoperire funerară) (Tip: tumul)                                                | sat Măgherani, comuna Măgherani                        | Chiserhed-Orhegy   |                          |            |                                                 | Încărcați imagine | Raportați eroare |
| 118101.03.01 (Cod LMI: MS-I-s-B-15395)    | Tumulii de la Măgherani - "Chiserhed-Orhegy" / ansamblu Șase movile de epocă nedeterminată(Dâmbul mătăsii, Dealul clopotului) (Categorie: descoperire funerară) (Tip: Movilă) | sat Măgherani, comuna Măgherani                        | Chiserhed-Orhegy   |                          |            |                                                 | Încărcați imagine | Raportați eroare |
| 118174.01 (Cod LMI: MS-I-s-B-15396)       | Villa rustica de la Mărculeni - "Ungra Mare" (Categorie: depozit/tezaur) (Tip: depozit)                                                                                       | sat Mărculeni, comuna Bereni                           | Ungra Mare         | sec. II - III d.Hr.      |            | 46°37′00″N 24°52′00″E / 46.61666°N 24.86667°E   | Încărcați imagine | Raportați eroare |
| 118174.01 (Cod LMI: MS-I-s-B-15396)       | Villa rustica de la Mărculeni - "Ungra Mare" / ansamblu anonim (Categorie: depozit/tezaur)                                                                                    | sat Mărculeni, comuna Bereni                           | Ungra Mare         |                          |            | 46°37′00″N 24°52′00″E / 46.61666°N 24.86667°E   | Încărcați imagine | Raportați eroare |
| 118174.01.01 (Cod LMI: MS-I-s-B-15396)    | Villa rustica de la Mărculeni - "Ungra Mare" / ansamblu anonim (Categorie: depozit/tezaur) (Tip: Villa rustica)                                                               | sat Mărculeni, comuna Bereni                           | Ungra Mare         | sec. II - III d.Hr.      |            | 46°37′00″N 24°52′00″E / 46.61666°N 24.86667°E   | Încărcați imagine | Raportați eroare |
| 119938.01.02 (Cod LMI: MS-I-m-B-15397.01) | Situl arheologic de la Morești - "Citfalău" / ansamblu anonim (Categorie: locuire) (Tip: Necropolă)                                                                           | localitate componentă Morești, oraș Ungheni            | Citfalău           | sec. XII; XIV - XVII     |            | 46°30′N 24°21′E / 46.5°N 24.35°E                | Încărcați imagine | Raportați eroare |
| 119938.01.01 (Cod LMI: MS-I-m-B-15397.02) | Situl arheologic de la Morești - "Citfalău" / ansamblu anonim (Categorie: locuire) (Tip: Așezare)                                                                             | localitate componentă Morești, oraș Ungheni            | Citfalău           | sec. II - III d.Hr.      |            | 46°30′N 24°21′E / 46.5°N 24.35°E                | Încărcați imagine | Raportați eroare |
| 115021.01.01 (Cod LMI: MS-I-s-B-15399)    | Drumul roman de la Murgești / ansamblu anonim (Categorie: construcție) (Tip: Drum)                                                                                            | sat Murgești, comuna Acățari                           |                    |                          |            | 46°30′50″N 24°40′00″E / 46.51389°N 24.66667°E   | Încărcați imagine | Raportați eroare |
| 115021.02                                 | Mormântul "scitic" de la Murgești (Categorie: descoperire funerară) (Tip: mormânt)                                                                                            | sat Murgești, comuna Acățari                           |                    | sec. VII a.Chr           |            |                                                 | Încărcați imagine | Raportați eroare |
| 115021.02                                 | Mormântul "scitic" de la Murgești / ansamblu anonim (Categorie: descoperire funerară)                                                                                         | sat Murgești, comuna Acățari                           |                    |                          |            |                                                 | Încărcați imagine | Raportați eroare |
| 115021.02.01                              | Mormântul "scitic" de la Murgești / ansamblu anonim (Categorie: descoperire funerară) (Tip: Mormânt)                                                                          | sat Murgești, comuna Acățari                           |                    | scitică                  |            |                                                 | Încărcați imagine | Raportați eroare |
| 115441.01                                 | Descoperirea de la Mădăraș - "Dealul Ciupilab" (Categorie: descoperire izolată) (Tip: descoperiri izolate)                                                                    | sat Mădăraș, comuna Mădăraș                            | Dealul Ciupilab    |                          |            |                                                 | Încărcați imagine | Raportați eroare |
| 115441.01.01                              | Descoperirea de la Mădăraș - "Dealul Ciupilab" / ansamblu anonim (Categorie: descoperire izolată) (Tip: neprecizat)                                                           | sat Mădăraș, comuna Mădăraș                            | Dealul Ciupilab    |                          |            |                                                 | Încărcați imagine | Raportați eroare |
| 115441.01.02                              | Descoperirea de la Mădăraș - "Dealul Ciupilab" / ansamblu anonim (Categorie: descoperire izolată) (Tip: necropolă (?))                                                        | sat Mădăraș, comuna Mădăraș                            | Dealul Ciupilab    |                          |            |                                                 | Încărcați imagine | Raportați eroare |
| 115441.02.01                              | Așezarea hallstattiană de la Mădăraș - "Podul cu vișini" / ansamblu anonim (Categorie: locuire civilă) (Tip: Așezare)                                                         | sat Mădăraș, comuna Mădăraș                            | Podul cu vișini    |                          |            |                                                 | Încărcați imagine | Raportați eroare |
| 115450.01.01                              | Descoperirile aparținând culturii Noua de la Mărășești - "La Grajduri" / ansamblu anonim (Categorie: locuire) (Tip: neprecizat)                                               | sat Mărășești, comuna Band                             | La Grajduri        | Noua                     |            |                                                 | Încărcați imagine | Raportați eroare |
| 118165.01                                 | Obiecte neo-eneolitice de la Maia (Categorie: descoperire izolată) (Tip: obiect izolat)                                                                                       | sat Maia, comuna Bereni                                |                    |                          |            |                                                 | Încărcați imagine | Raportați eroare |
| 116643.01                                 | Topor neolitic la Mătrici (Categorie: descoperire izolată) (Tip: obiect izolat)                                                                                               | sat Mătrici, comuna Eremitu                            |                    |                          |            |                                                 | Încărcați imagine | Raportați eroare |
| 118290.01                                 | Descoperirile preistorice de la Miercurea Nirajului (Categorie: descoperiri izolate de artefacte) (Tip: descoperire izolată)                                                  | oraș Miercurea Nirajului                               |                    |                          |            |                                                 | Încărcați imagine | Raportați eroare |
| 118389.01.01                              | Așezarea neolitică de la Miheșu de Câmpie - "Lapoș" / ansamblu anonim (Categorie: locuire civilă) (Tip: Așezare)                                                              | sat Miheșu de Câmpie, comuna Miheșu de Câmpie          | Lapoș              |                          |            |                                                 | Încărcați imagine | Raportați eroare |
| 114337.01                                 | Obiecte eneolitice de la Mureșeni (Categorie: descoperire izolată) (Tip: obiect izolat)                                                                                       | localitate componentă Mureșeni, municipiul Târgu Mureș |                    |                          |            |                                                 | Încărcați imagine | Raportați eroare |
| 120290.01.01                              | Așezarea neolitică Petrești de la Mureni - "Lângă confluență" / ansamblu anonim (Categorie: locuire civilă) (Tip: Așezare)                                                    | sat Mureni, comuna Vânători                            | Lângă confluență   | Petrești                 |            |                                                 | Încărcați imagine | Raportați eroare |
| 117211.01                                 | Topoare eneolitice din cupru de la Mura Mare (Categorie: descoperire izolată) (Tip: obiect izolat)                                                                            | sat Mura Mare, comuna Gornești                         |                    |                          |            |                                                 | Încărcați imagine | Raportați eroare |
| 117140.01.01                              | Așezarea hallstattiană de la Moișa / ansamblu anonim (Categorie: locuire civilă) (Tip: Așezare)                                                                               | sat Moișa, comuna Glodeni                              |                    |                          |            |                                                 | Încărcați imagine | Raportați eroare |
| 117220.01.01                              | Tezaurul monetar de la Mura Mică / ansamblu anonim (Categorie: depozit/tezaur) (Tip: tezaur)                                                                                  | sat Mura Mică, comuna Gornești                         |                    | greacă                   | 1903       |                                                 | Încărcați imagine | Raportați eroare |
| 118334.01.01                              | Drumul roman de la Moșuni / ansamblu anonim (Categorie: construcție) (Tip: Drum)                                                                                              | localitate componentă Moșuni, oraș Miercurea Nirajului |                    |                          |            |                                                 | Încărcați imagine | Raportați eroare |
| 118334.02.01                              | Așezarea daco-romană de la Moșuni / ansamblu anonim (Categorie: locuire civilă) (Tip: Așezare)                                                                                | localitate componentă Moșuni, oraș Miercurea Nirajului |                    | daco-romană              |            |                                                 | Încărcați imagine | Raportați eroare |
| 115441.03.01 (Cod LMI: MS-II-m-A-15716)   | Castelul Bethlen de la Mădăraș / ansamblu Castelul Bethlen (Categorie: construcție) (Tip: Castel)                                                                             | sat Mădăraș, comuna Mădăraș                            |                    | 1517                     |            | 46°36′21″N 24°26′14″E / 46.605759°N 24.437294°E | Încărcați imagine | Raportați eroare |